# Antoine Payen (architect)

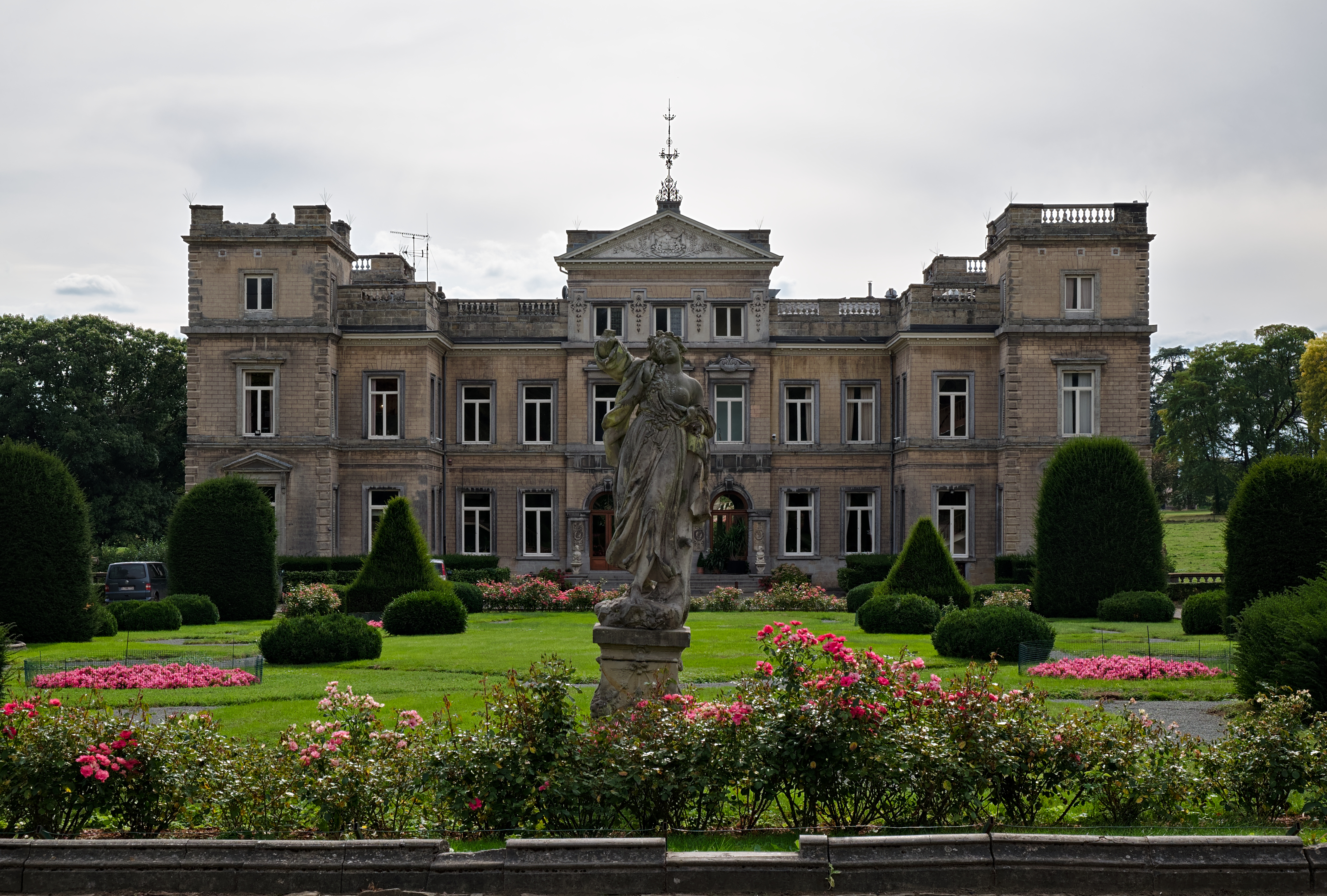
Kasteel van La Berlière

Antoine Marie Joseph Payen (Doornik, 5 mei 1748 - Brussel, 29 juni 1798) was een Belgisch neoklassiek architect. Hij ontwierp verschillende kastelen en villa's in de Oostenrijkse Nederlanden.

## Leven
Na een opleiding aan de Academie van Doornik werd Payen leerling bij hofarchitect Laurent-Benoît Dewez, die hij onder meer assisteerde bij de transformaties aan het Kasteel van Tervuren in opdracht van landvoogd Karel van Lorreinen. Onder Charles De Wailly, Frans boegbeeld van de neoklassieke beweging, verzorgde Payen de uitvoering van verschillende grote projecten, waaronder het Kasteel van Laken en het paviljoen De Notelaer in Hingene. Voor het Kasteel Belvédère werkte hij vermoedelijk naar een ontwerp van Jean Barré. Zelf ontwierp Payen kastelen in Houtaing, Barse en Froyennes. Hij werkte meermaals samen met de decoratieschilder Antoine Plateau, onder meer aan het verdwenen Hôtel d'Ursel op de Brusselse Houtmarkt.
Payen was een oudere broer van de architect Auguste Payen (de Oude) en had een gelijknamige zoon die bekend werd als schilder.

## Werk (selectie)
- Kasteel van Laken (1782)
- Kasteel Belvédère (1788)
- Kasteel van La Berlière (1790)
- Paviljoen De Notelaer (1794)
- Kasteel van Barse (1795)
- Kasteel Beauregard in Froyennes (1795)